# Kaja Ziomek
Kaja Ziomek-Nogal (ur. 3 sierpnia 1997 w Lubinie) – polska łyżwiarka szybka, dwukrotna medalistka mistrzostw świata.
Jest zawodniczką klubu MKS Cuprum Lubin, jej trenerem jest Piotr Wawnikiewicz. Specjalizuje się w dystansie 500 metrów – zdobyła na nim mistrzostwo Polski w 2016, 2019, 2020, 2022 roku oraz srebrny medal w 2017, 2018i 2021 roku.
W klasyfikacji generalnej Pucharu Świata w sezonie 2021/22 w biegu na 500 m zajęła trzecie miejsce.
Złota medalistka Mistrzostw Europy 2022 w sprincie drużynowym.
Na igrzyskach olimpijskich w Pjongczangu wystąpiła na dystansie 500 metrów i zajęła 25. miejsce na 31 zawodniczek, rywalizację wygrała Nao Kodaira. Cztery lata później, na igrzyskach olimpijskich w Pekinie zajęła 9. miejsce.
Zwyciężczyni klasyfikacji generalnej pucharu świata młodzieżowców (Neo Senior) na 500 metrów (w sezonie 2017/2018).
W 2024 jej mężem został Artur Nogal.

## Miejsca na podium w zawodach indywidualnych Pucharu Świata chronologicznie
| Nr | Dzień        | Rok  | Miejscowość | Dystans | Miejsce |
| -- | ------------ | ---- | ----------- | ------- | ------- |
| 1. | 20 listopada | 2021 | Stavanger   | 500 m   | 3.      |
| 2  | 1 grudnia    | 2024 | Pekin       | 500 m   | 1.      |